# La Ferté-Saint-Cyr
Pour les articles homonymes, voir La Ferté (homonymie) et Saint-Cyr.
La Ferté-Saint-Cyr est une commune française située dans le département de Loir-et-Cher, en région Centre-Val de Loire.
Localisée au centre-est du département, la commune fait partie de la petite région agricole « la Grande Sologne », vaste étendue de bois et de prés aux récoltes médiocres. Avec une superficie de 5 793 ha en 2017, la commune fait partie des 13 communes les plus étendues du département.
L'occupation des sols est marquée par l'importance des espaces agricoles et naturels qui occupent la quasi-totalité du territoire communal. Plusieurs espaces naturels d'intérêt sont présents dans la commune : un site natura 2000 et une zone naturelle d'intérêt écologique, faunistique et floristique (ZNIEFF). En 2010, l'orientation technico-économique de l'agriculture dans la commune est la culture des céréales et des oléoprotéagineux. À l'instar du département qui a vu disparaître le quart de ses exploitations en dix ans, le nombre d'exploitations agricoles a fortement diminué, passant de 31 en 1988, à 8 en 2000, puis à 7 en 2010.

## Géographie

### Localisation et communes limitrophes
La commune de Ferté-Saint-Cyr se trouve au centre-est du département de Loir-et-Cher, dans la petite région agricole de la Grande Sologne,. À vol d'oiseau, elle se situe à 26,9 km  de Blois, préfecture du département et à 12,4 km de Chambord, chef-lieu du canton de Chambord dont dépend la commune depuis 2015. La commune fait en outre partie du bassin de vie de Beaugency.
Les communes les plus proches sont :
Crouy-sur-Cosson (4,8 km), Thoury (6,4 km), Villeny (7,1 km), Dhuizon (7,4 km), Saint-Laurent-Nouan (8,3 km), Ligny-le-Ribault (8,7 km)(45), Lestiou (10,9 km), Avaray (11,1 km) et Muides-sur-Loire (11,1 km).
| Saint-Laurent-Nouan | Beaugency          | Ligny-le-Ribault      |
| Crouy-sur-Cosson    | La Ferté-Saint-Cyr | Ligny-le-Ribault      |
| Thoury, Chambord    | Dhuizon            | La Marolle-en-Sologne |

Située entre Sologne et la Loire, le village est situé à 1 h 30 de Paris[Comment ?], à seulement 9 km du château de Chambord.

### Hydrographie
La commune est drainée par le Cosson (8,378 km), l'Arignan (1,276 km) les Fonds de Rotte et par divers petits cours d'eau, constituant un réseau hydrographique de 68,24 km de longueur totale.
Le Cosson traverse la commune du nord-est vers le sud-ouest. D'une longueur totale de 96,4 km, il prend sa source dans la commune de Vannes-sur-Cosson (45) et se jette dans le Beuvron à Candé-sur-Beuvron, après avoir traversé 18 communes. Sur le plan piscicole, ce cours d'eau est classé en deuxième catégorie, où le peuplement piscicole dominant est constitué de poissons blancs (cyprinidés) et de carnassiers (brochet, sandre et perche).

### Climat
Pour des articles plus généraux, voir Climat du Centre-Val de Loire et Climat de Loir-et-Cher.
En 2010, le climat de la commune est de type climat océanique dégradé des plaines du Centre et du Nord, selon une étude du CNRS s'appuyant sur une série de données couvrant la période 1971-2000. En 2020, Météo-France publie une typologie des climats de la France métropolitaine dans laquelle la commune est exposée à un climat océanique altéré et est dans la région climatique Moyenne vallée de la Loire, caractérisée par une bonne insolation (1 850 h/an) et un été peu pluvieux.
Pour la période 1971-2000, la température annuelle moyenne est de 11,1 °C, avec une amplitude thermique annuelle de 15,2 °C. Le cumul annuel moyen de précipitations est de 674 mm, avec 11,2 jours de précipitations en janvier et 6,8 jours en juillet. Pour la période 1991-2020, la température moyenne annuelle observée sur la station météorologique de Météo-France la plus proche, dans la commune de Ligny-le-Ribault à 9 km à vol d'oiseau, est de 11,6 °C et le cumul annuel moyen de précipitations est de 741,2 mm,. Pour l'avenir, les paramètres climatiques de la commune estimés pour 2050 selon différents scénarios d'émission de gaz à effet de serre sont consultables sur un site dédié publié par Météo-France en novembre 2022.

### Milieux naturels et biodiversité

#### Sites Natura 2000
Le réseau Natura 2000 est un réseau écologique européen de sites naturels d'intérêt écologique élaboré à partir des Directives « Habitats » et « Oiseaux ». Ce réseau est constitué de zones spéciales de conservation (ZSC) et de Zones de protection spéciale (ZPS). Dans les zones de ce réseau, les États membres s'engagent à maintenir dans un état de conservation favorable les types d'habitats et d'espèces concernés, par le biais de mesures réglementaires, administratives ou contractuelles. L'objectif est de promouvoir une gestion adaptée des habitats tout en tenant compte des exigences économiques, sociales et culturelles, ainsi que des particularités régionales et locales de chaque État membre. Les activités humaines ne sont pas interdites, dès lors que celles-ci ne remettent pas en cause significativement l'état de conservation favorable des habitats et des espèces concernés. Une partie du territoire communal est incluse dans le site Natura 2000 :
la « Sologne », d'une superficie de 346 184 ha.

#### Zones naturelles d'intérêt écologique, faunistique et floristique
L'inventaire des zones naturelles d'intérêt écologique, faunistique et floristique (ZNIEFF) a pour objectif de réaliser une couverture des zones les plus intéressantes sur le plan écologique, essentiellement dans la perspective d'améliorer la connaissance du patrimoine naturel national et de fournir aux différents décideurs un outil d'aide à la prise en compte de l'environnement dans l'aménagement du territoire. Le territoire communal de Ferté-Saint-Cyr comprend une ZNIEFF :
l'« Étang de Merle » (2,5 ha).

## Urbanisme

### Typologie
Au 1er janvier 2024, La Ferté-Saint-Cyr est catégorisée commune rurale à habitat dispersé, selon la nouvelle grille communale de densité à sept niveaux définie par l'Insee en 2022.
Elle est située hors unité urbaine. Par ailleurs la commune fait partie de l'aire d'attraction d'Orléans, dont elle est une commune de la couronne,. Cette aire, qui regroupe 136 communes, est catégorisée dans les aires de 200 000 à moins de 700 000 habitants,.

### Occupation des sols
L'occupation des sols est marquée par l'importance des espaces agricoles et naturels (96,8 %). La répartition détaillée ressortant de la base de données européenne d'occupation biophysique des sols Corine Land Cover millésimée 2012 est la suivante :
terres arables (11,6 %),
cultures permanentes (0,6 %),
zones agricoles hétérogènes (15,4 %),
prairies (3,5 %),
forêts (65,2 %),
milieux à végétation arbustive ou herbacée (0,7 %),
zones urbanisées (1 %),
espaces verts artificialisés non agricoles (0,5 %),
zones industrielles et commerciales et réseaux de communication (1,7 %),
eaux continentales (0,5 %).

### Planification
La loi SRU du 13 décembre 2000 a incité fortement les communes à se regrouper au sein d'un établissement public, pour déterminer les partis d'aménagement de l'espace au sein d'un SCoT, un document essentiel d'orientation stratégique des politiques publiques à une grande échelle. La commune est dans le territoire du SCOT du Blésois, approuvé en 2006 et révisé en juillet 2016.
En matière de planification, la commune disposait en 2017 d'un plan local d'urbanisme en révision. Par ailleurs, à la suite de la loi ALUR (loi pour l'accès au logement et un urbanisme rénové) de mars 2014, un plan local d'urbanisme intercommunal couvrant le territoire de la Communauté de communes du Grand Chambord a été prescrit le 9 décembre 2015.

### Habitat et logement
Le tableau ci-dessous présente la typologie des logements à la Ferté-Saint-Cyr en 2016 en comparaison avec celle du Loir-et-Cher et de la France entière. Une caractéristique marquante du parc de logements est ainsi une proportion de résidences secondaires et logements occasionnels (16 %) inférieure à celle du département (18 %) mais supérieure à celle de la France entière (9,6 %). Concernant le statut d'occupation de ces logements, 80,5 % des habitants de la commune sont propriétaires de leur logement (77,5 % en 2011), contre 68,1 % pour le Loir-et-Cher et 57,6 pour la France entière.
|                                                         | La Ferté-Saint-Cyr | Loir-et-Cher | France entière |
| ------------------------------------------------------- | ------------------ | ------------ | -------------- |
| Résidences principales (en %)                           | 74,6               | 74,5         | 82,3           |
| Résidences secondaires et logements occasionnels (en %) | 16,0               | 18           | 9,6            |
| Logements vacants (en %)                                | 9,4                | 7,5          | 8,1            |

### Risques majeurs
Le territoire communal de Ferté-Saint-Cyr est vulnérable à différents aléas naturels : inondations (par débordement du Cosson), climatiques (hiver exceptionnel ou canicule), feux de forêts, mouvements de terrains ou sismique (sismicité très faible).
Il est également exposé à un risque technologique : le risque nucléaire,.

#### Risques naturels

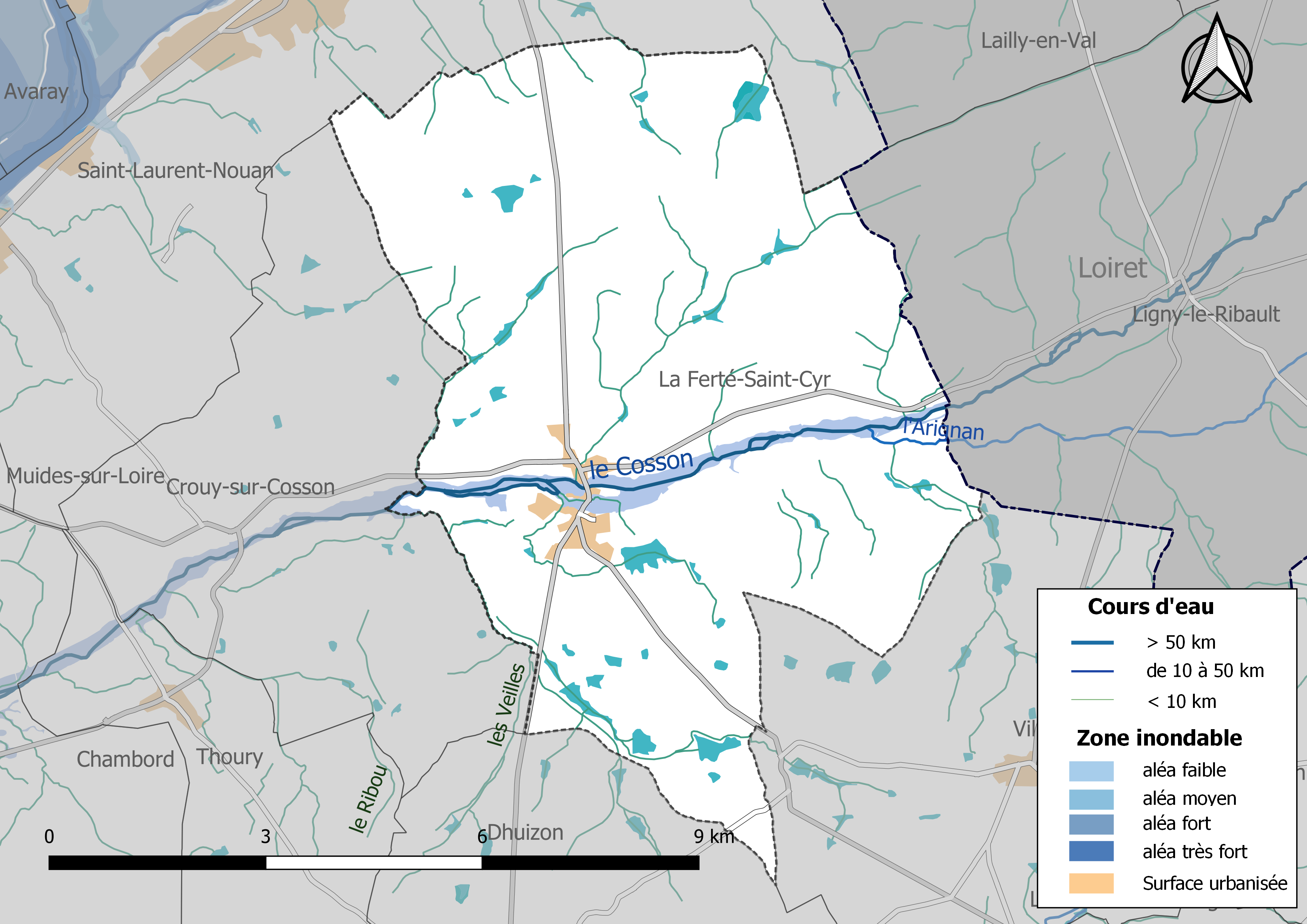
Zones inondables de la commune de Ferté-Saint-Cyr.

Les mouvements de terrains susceptibles de se produire dans la commune sont liés au retrait-gonflement des argiles. Le phénomène de retrait-gonflement des argiles est la conséquence d'un changement d'humidité des sols argileux. Les argiles sont capables de fixer l'eau disponible mais aussi de la perdre en se rétractant en cas de sécheresse. Ce phénomène peut provoquer des dégâts très importants sur les constructions (fissures, déformations des ouvertures) pouvant rendre inhabitables certains locaux. La carte de zonage de cet aléa peut être consultée sur le site de l'observatoire national des risques naturels Georisques.
Un atlas des zones inondables du Cosson est établi en février 2006. Les crues historiques du Cosson sont celles de 1856, 1937 et 1977. Le débit de la crue de référence varie ainsi entre 70 et 80 m3/s selon les sections.

#### Risques technologiques
La totalité du territoire de la commune peut être concernée par le risque nucléaire. En cas d'accident grave, certaines installations nucléaires sont susceptibles de rejeter dans l'atmosphère de l'iode radioactif. Or la commune se situe partiellement à l'intérieur du périmètre de 20 km du Plan particulier d'intervention de la centrale nucléaire de Saint-Laurent-des-Eaux. À ce titre les habitants de la commune, comme tous ceux résidant dans le périmètre proche de 20 km de la centrale ont bénéficié, à titre préventif, d'une distribution de comprimés d'iode stable dont l'ingestion avant rejet radioactif permet de pallier les effets sur la thyroïde d'une exposition à de l'iode radioactif. En cas d'incident ou d'accident nucléaire, des consignes de confinement ou d'évacuation peuvent être données et les habitants peuvent être amenés à ingérer, sur ordre du préfet, les comprimés en leur possession,.

## Toponymie

### Nom actuel
La commune est la juxtaposition de deux villages, dont le second doit son nom à saint Cyr, jeune martyr chrétien du IVe siècle, fils de sainte Julitte.

### Anciens noms
D'abord nommé La Ferté-Hubert, le village prit le nom de La Ferté-Saint-Aignan au fil des familles qui y ont possédé le fief.
Sous la Révolution, la volonté de déchristianiser la société française requiert un changement du toponyme : ainsi, par délibération du conseil général de la commune, et en application du décret du 25 vendémiaire an II (16 octobre 1793), la commune porta provisoirement le nom de La Ferté-aux-Oignons,.
En 1805, la commune, redevenue La Ferté-Saint-Aignan, absorbe celle voisine de Saint-Cyr-Semblecy ; cette dernière ayant également été débaptisée avec les noms révolutionnaires de Cyr-en-Sologne puis Semblecy.
C'est en 1853 que le nom actuel de La Ferté-Saint-Cyr fut adopté, en vertu du décret impérial du 29 janvier de la même année.

## Histoire

### Origines
La Ferté-Saint-Cyr est connue au Moyen Âge d'après le nom d'un certain seigneur Hubert : La Ferté-Hubert. Se succèdent plusieurs seigneurs Hubert et un Sanche de La Ferté-Hubert (qui donne des biens en 1105 à l'abbaye de Micy). Un mariage (vers 1240 ?) permet d'acquérir La Ferté-Nabert, la famille descendant désormais à la fois d'Hervé de La Ferté-Nabert (Hervé des Nids semble-t-il) et des seigneurs Hubert de La Ferté-Hubert.
- À la fin du XIIIe siècle l'héritière Isabelle/Isabeau de Lisle, dame à la fois de La Ferté-Hubert et de La Ferté-Nabert, fille de Renaud de L'Isle (en-Vendômois, sur le Loir) et d'Isabelle/Isabeau de La Ferté (mariés vers 1269 ? ; Isabelle de La Ferté était issue des deux lignages de La Ferté-Nabert et de La Ferté-Hubert, et desendait semble-t-il en lignée agnatique de ce dernier), porte le fief (sans doute avec Saint-Cyr-(Semblecy))[42] à son mari Jean Ier de Mornay, fils de Guillaume et frère aîné de l'évêque et chancelier Pierre de Mornay[43].
  - Leur fils Jean II de Mornay, fl. dans la 1re moitié du XIVe siècle, époux de Jeanne de Melun, fille du maréchal Simon, transmet La Ferté-Hubert à leur fille Jeanne de Mornay (cf. Geneanet, arbre Gallois : Jean de Mornay), qui marie 1° vers 1327 Fromond de Toulongeon (d'où Jean, père de Tristan de Toulongeon, baron de Sennecey et de Traves, père lui-même de Jean II, Antoine et André de Toulongeon), puis 2° vers 1348 Jean III de Saint-Brisson du Chéray (famille peut-être issue de la familia castrale  du château de St-Brisson ; sires du Chéray à Meung et à Cléry par un mariage dans la Maison de Meung)[44].
    - Leur fille Robine de St-Brisson, veuve sans postérité de son cousin et 1er mari Pierre II Gauluet de Mornay († 1423, sénéchal de Carcassonne, sire de La Ferté-Nabert, petit-neveu du chancelier Pierre), porte La Ferté-Hubert à son 2e époux Robert d'Estouteville du Bouchet de Thoury[45] : leur fille Alix/Alison d'Estouteville, dame de Thoury et de La Ferté-St-Hubert, marie en 1417 Jean III Bourles de Beauvilliers.

La Ferté-Hubert, désormais aux mains des Beauvilliers, prendra ensuite le nom de Saint-Aignan, car cette dernière famille obtiendra la baronnie de St-Aignan par le mariage en 1496 de Méry de Beauvilliers dans l'illustre maison qui détenait ce fief, les Husson-Tonnerre, puis accédera aux titres de comte en 1537 puis de duc de St-Aignan en 1663.

## Politique et administration

### Découpage territorial
La commune de Ferté-Saint-Cyr est membre de la Communauté de communes du Grand Chambord, un établissement public de coopération intercommunale (EPCI) à fiscalité propre créé le 1er janvier 2002.
Elle est rattachée sur le plan administratif à l'arrondissement de Blois, au département de Loir-et-Cher et à la région Centre-Val de Loire, en tant que circonscriptions administratives. Sur le plan électoral, elle est rattachée au canton de Chambord depuis 2015 pour l'élection des conseillers départementaux et à la deuxième circonscription de Loir-et-Cher pour les élections législatives.

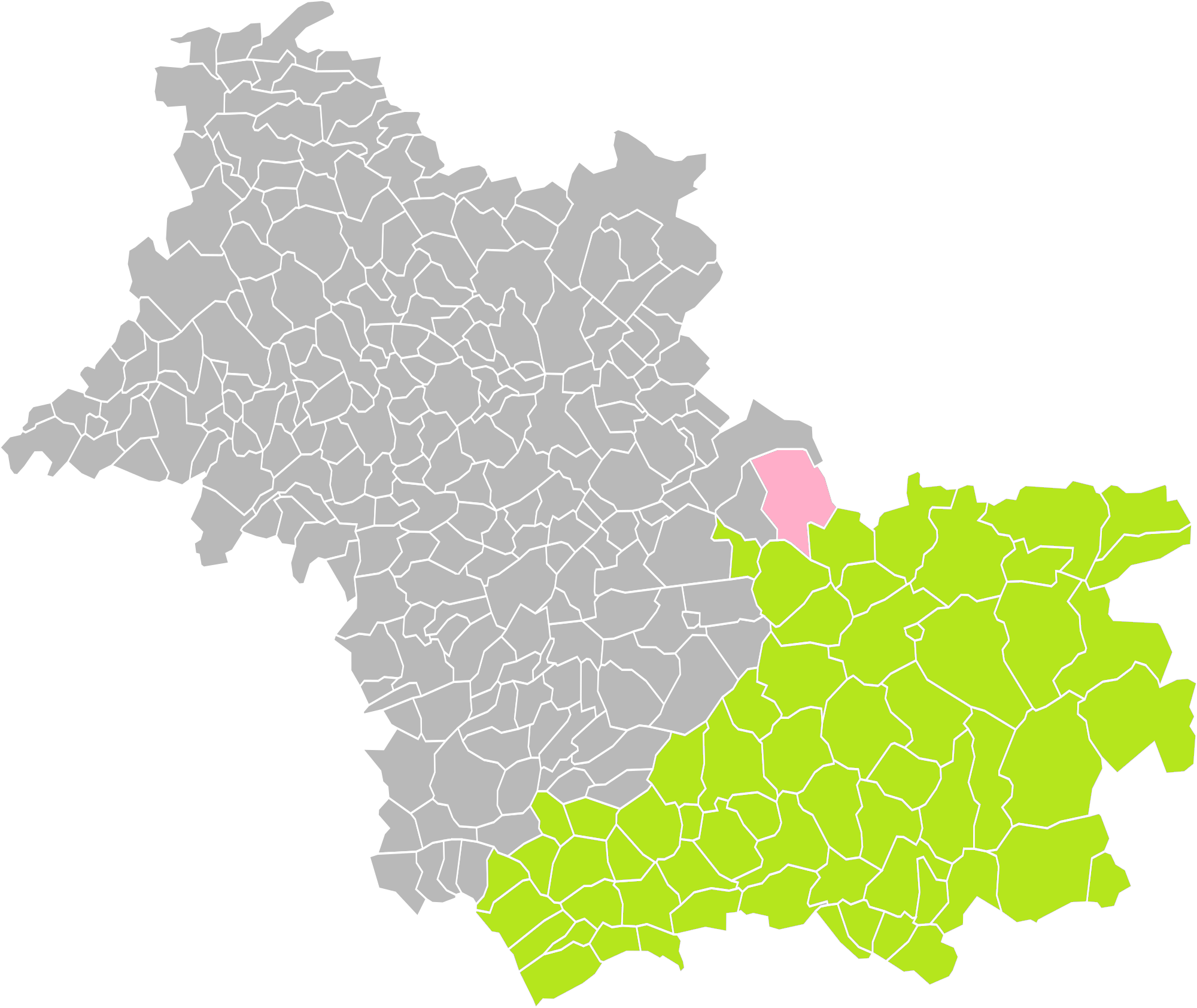
La Ferté-Saint-Cyr dans l'arrondissement de Blois en 2016.
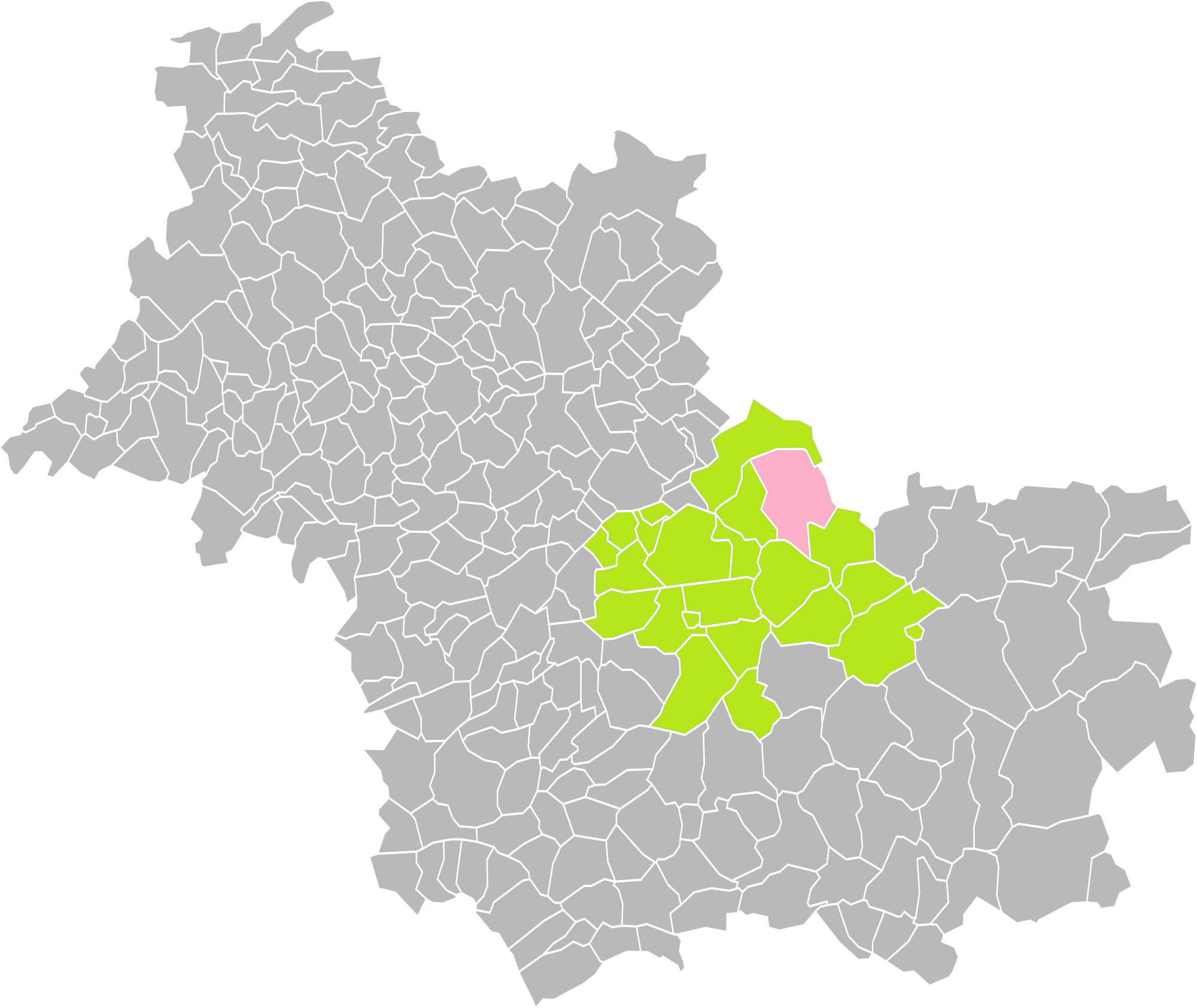
La Ferté-Saint-Cyr dans le canton de Chambord en 2016.

### Politique et administration municipale

#### Conseil municipal et maire
Le conseil municipal de Ferté-Saint-Cyr, commune de plus de 1 000 habitants, est élu au scrutin proportionnel plurinominal avec prime majoritaire. Compte tenu de la population communale, le nombre de sièges au conseil municipal est de 15. Le maire, à la fois agent de l'État et exécutif de la commune en tant que collectivité territoriale, est élu par le conseil municipal au scrutin secret lors de la première réunion du conseil suivant les élections municipales, pour un mandat de six ans, c'est-à-dire pour la durée du mandat du conseil.
| Période                                  | Période  | Identité           | Étiquette | Qualité                                                                                                  |
| ---------------------------------------- | -------- | ------------------ | --------- | --- |
| Les données manquantes sont à compléter. |          |                    |           | |
| 1935                                     | 1962     | Alfred Ménard      |           | |
| 19??                                     | 1983     | Étienne Gastaldi   |           | |
| 1983                                     | 2017     | Jean-Paul Prince   | MoDem     | Postier 1er adjoint au maire (1977-1983) 1er vice-président de la CC du Grand Chambord, Sénateur (2017-) |
| novembre 2017                            | En cours | Anne-Marie Thomas, |           | Personne sans activité professionnelle de 60 ans et plus (non retraitée)                                 |

## Population et société

### Démographie

#### Évolution démographique
L'évolution du nombre d'habitants est connue à travers les recensements de la population effectués dans la commune depuis 1793. Pour les communes de moins de 10 000 habitants, une enquête de recensement portant sur toute la population est réalisée tous les cinq ans, les populations de référence des années intermédiaires étant quant à elles estimées par interpolation ou extrapolation. Pour la commune, le premier recensement exhaustif entrant dans le cadre du nouveau dispositif a été réalisé en 2008.

En 2022, la commune comptait 1 078 habitants, en évolution de +1,99 % par rapport à 2016 (Loir-et-Cher : −1,15 %, France hors Mayotte : +2,11 %).
| 1793 | 1800 | 1806 | 1821 | 1831 | 1836 | 1841 | 1846 | 1851 |
| ---- | ---- | ---- | ---- | ---- | ---- | ---- | ---- | ---- |
| 209  | 235  | 244  | 869  | 888  | 916  | 880  | 976  | 990  |

| 1856  | 1861  | 1866  | 1872  | 1876  | 1881  | 1886  | 1891  | 1896  |
| ----- | ----- | ----- | ----- | ----- | ----- | ----- | ----- | ----- |
| 1 087 | 1 086 | 1 147 | 1 165 | 1 102 | 1 033 | 1 085 | 1 066 | 1 071 |

| 1901  | 1906  | 1911  | 1921 | 1926 | 1931 | 1936 | 1946 | 1954 |
| ----- | ----- | ----- | ---- | ---- | ---- | ---- | ---- | ---- |
| 1 039 | 1 070 | 1 092 | 921  | 824  | 806  | 774  | 860  | 720  |

| 1962 | 1968 | 1975 | 1982 | 1990 | 1999 | 2006 | 2008 | 2013  |
| ---- | ---- | ---- | ---- | ---- | ---- | ---- | ---- | ----- |
| 707  | 737  | 745  | 774  | 809  | 894  | 957  | 975  | 1 053 |

| 2018  | 2022  | - | - | - | - | - | - | - |
| ----- | ----- | - | - | - | - | - | - | - |
| 1 054 | 1 078 | - | - | - | - | - | - | - |

#### Pyramide des âges
La population de la commune est relativement âgée.
En 2018, le taux de personnes d'un âge inférieur à 30 ans s'élève à 29,7 %, soit en dessous de la moyenne départementale (31,3 %). À l'inverse, le taux de personnes d'âge supérieur à 60 ans est de 32,4 % la même année, alors qu'il est de 31,6 % au niveau départemental.
En 2018, la commune comptait 545 hommes pour 509 femmes, soit un taux de 51,71 % d'hommes, largement supérieur au taux départemental (48,55 %).
Les pyramides des âges de la commune et du département s'établissent comme suit.
| Hommes | Classe d’âge | Femmes |
| ------ | ------------ | ------ |
| 0,4    | 90 ou +      | 1,8    |
| 7,3    | 75-89 ans    | 9,4    |
| 23,3   | 60-74 ans    | 22,6   |
| 22,2   | 45-59 ans    | 20,2   |
| 16,5   | 30-44 ans    | 16,9   |
| 11,9   | 15-29 ans    | 12,4   |
| 18,3   | 0-14 ans     | 16,7   |

| Hommes | Classe d’âge | Femmes |
| ------ | ------------ | ------ |
| 1,1    | 90 ou +      | 2,6    |
| 9,2    | 75-89 ans    | 11,9   |
| 19,7   | 60-74 ans    | 20,4   |
| 20,7   | 45-59 ans    | 20     |
| 16,5   | 30-44 ans    | 16,2   |
| 15,2   | 15-29 ans    | 13,2   |
| 17,6   | 0-14 ans     | 15,7   |

## Culture et patrimoine

### Lieux et monuments
- Maison natale musée Daniel-Brottier.
- Motte du Parc de Villabry. La motte qui présente un diamètre de 12 mètres s'inscrit dans une enceinte de terre hexagonale de 350 × 250 mètres. Le site, qui est recensé à l'Inventaire général du patrimoine culturel[62], présenterait les vestiges d'une cave[63].

### Personnalités liées à la commune
- Claude de Beauvilliers (1573-1626), abbesse élue de l'abbaye de Montmartre à 17 ans, l'année suivante maîtresse éphémère du roi Henri IV, puis par don de celui-ci, abbesse de l'abbaye du Pont-aux-Choux en 1594 où elle est morte le 20 janvier 1626.
- Marie de Beauvilliers (1574-1657), abbesse réformatrice de l'abbaye de Montmartre, nommée par le roi Henri IV. Elle y est morte et inhumée le 21 avril 1657
- Le prêtre Daniel Brottier (1876-1936), né dans le village le 7 novembre 1876 et béatifié le 26 novembre 1984 par Jean-Paul II à Rome.
- Le chanteur Michel Delpech (1946-2016), qui a passé son enfance au village où vivait une bonne partie de sa famille et où ses parents ont vécu une partie de leur retraite. Ses souvenirs solognots lui ont inspiré deux « tubes », Le Loir-et-Cher (1977) mais aussi Le Chasseur (1974).
- Le dessinateur de Rahan, André Chéret (1937-2020), habitait la commune. L'école primaire du village est appelé « Rahan » en son honneur[64].
- Pierre Hippolyte Ménard (1809-1871)[65] Notaire et Agriculteur, habite la commune jusqu’à sa mort le 20 mars 1871. Agriculteur à la belle exploitation d'Huppemeau, il fut lauréat du concours régional de Blois en 1859. Il s'est également engagé dans la politique du village comme membre du Conseil municipal puis adjoint et administrateur de l'hospice, et a reçu une distinction pour avoir habilement transformé des landes stériles en terrain productif[66]. Il est fait chevalier de la Légion d'honneur.